# 大分県の市町村歌一覧
大分県の市町村歌一覧（おおいたけんのしちょうそんかいちらん）は、日本の大分県に属する市町村で制定されている、もしくは過去に制定されていた市町村歌などの自治体歌やそれに準じた楽曲の一覧である。なお、一覧の順序は全国地方公共団体コード順による。

## 概説
大分県は大阪府・広島県と合わせて全国で3府県（通説では「兵庫県民歌」の制定事実を否定している兵庫県を含めた4府県）を数えるのみとなっている都道府県民歌を制定していない府県の1つであるが、民間では豊州新報（大分合同新聞の前身の一紙）が1935年（昭和10年）に選定した「大分県行進曲」が幅広く愛唱されており“事実上の県民歌”のような扱いとなっている。県下で最初に市歌を制定したのは県庁所在地の大分市とみられ1928年（昭和3年）に初代の市歌を制定しているが、同市ではその後も合併による市域拡大に伴い市歌の代替わりが繰り返されたため現在の市歌は3代目となる。
現存する最古の市歌は別府市のものであり、その他の市では新設合併に伴い市歌を新しく制定したり代替わりさせたところもあるが2000年代後半に成立した由布市と国東市ではまだ市歌が制定されていない。町村部は平成の大合併を経て3町1村を残すのみとなっているが、合併により消滅した町村の歌は大半が「地域の歌」としての継承も無く廃止されている。

## 市部
大分市
- 大分市歌[1] - 1983年（昭和58年）制定

作詞：竹森カヨ 作曲：中山悌一
3代目の市歌である。鶴崎市など5町村との新設合併20周年を記念して制定された。
別府市
- 別府市歌 - 1935年（昭和10年）制定

作詞：森勝比古 作曲：弘田龍太郎
現存する県内最古の市歌。亀川町など3町村の編入合併を記念して制定。
中津市
- 中津市民歌[2] - 1949年（昭和24年）制定

作詞：大悟法利雄 作曲：森完二
日田市
- 日田市歌[3] - 1941年（昭和16年）5月5日制定

作詞：山口扶美 作曲：松田一二三
佐伯市
- 美しいのは 〜佐伯讃歌〜 - 2008年（平成20年）制定[4]

作詞・作曲：伊勢正三
臼杵市
- 臼杵市民の歌 - 1985年（昭和60年）制定[5]

作曲：一代のぼる
市制35周年記念。
津久見市
- 津久見市歌[6] - 1961年（昭和36年）4月1日制定

作詞：脇太一 作曲：滝本利一郎
竹田市
- 竹田市の歌

作詞：矢野亮 作曲：細川潤一
豊後高田市
- このまちが好きです - 1989年（平成元年）10月1日制定[7]

作詞：髙﨑茂直
- こころのふるさと 〜歴史と未来あるまち豊後高田〜[9] - 2013年（平成25年）発表

作詞・作曲：今成佳奈 作詞協力・豊後高田市民の皆さん
杵築市
- 杵築市歌[10]

（旧）杵築市の市歌である。新設合併後の市歌については「新市において必要に応じて検討機関を設置し、決定する」とされており、旧市が制定した市歌に関しては地位が不明確な状態となっている。
宇佐市
- 未来色の風[12] - 2009年（平成21年）11月制定

作詞・作曲：髙﨑茂直
市イメージソング。宇佐市コーラスフェスティバル実行委員会が選定し、市に寄贈した。
豊後大野市
- ふるさとおおの[13] - 1998年（平成10年）発表

作詞：工藤笑子 作曲：平尾昌晃
旧大野町のイメージソングとして製作・発表され、2014年（平成26年）に改めて市のイメージソングに採用された。
由布市
- （未制定）

国東市
- （未制定）

## 町村部
東国東郡姫島村
- （未制定）

ご当地ソングとして「観光姫島小唄」「姫島盆踊り唄」がある。
速見郡日出町
- わが町 日出の郷

作詞・作曲：堀義孝 編曲：堀義孝&後藤哲哉
玖珠郡九重町
- （不明）

九重“夢”大吊橋イメージソング「九重山逍遥歌」（作詞：川崎清昭、作曲：冨永裕輔）がある。
玖珠郡玖珠町
- 玖珠町歌[16] - 1963年（昭和38年）制定

作詞：行武雅之 補作：松本義一 作曲：辛島武雄

## 廃止された市町村歌
大分市
- 大分市歌（初代） - 1928年（昭和3年）制定

作詞：須賀金夫 作曲：山田耕筰
『大分市民読本』昭和4年版に歌詞のみ掲載。楽譜は『国民歌謡集』（大分市春日町青年訓練所、1928年）18ページに数字譜が掲載されている。
- 大分市歌（2代目） - 1963年（昭和38年）制定

作詞：市歌審査委員会 作曲：中野静雄
宇佐市
- 宇佐市歌 - 1967年（昭和43年）10月20日制定

作詞：竹下数馬 作曲：遊佐直司
初代の市歌である。
東国東郡国東町
- 国東小唄

東国東郡武蔵町
- ふるさと武蔵

東国東郡安岐町
- 安岐町町歌

日田郡前津江村
- 星輝く郷

作詞・作曲：佐藤宗幸
日田郡上津江村
- 上津江村の歌

作詞：野中史子 作曲：中村八大
日田郡大山町
- 町民の歌 - 1976年（昭和51年）制定

作詞：桑野晴彦 補作詞・作曲：本間繁義